# David White (calciatore 1933)
David White (Motherwell, 23 agosto 1933 – Wishaw, 17 luglio 2013) è stato un allenatore di calcio e calciatore scozzese, di ruolo centrocampista.

## Caratteristiche tecniche
Da calciatore ha giocato nel ruolo di mezzala.
Da allenatore, è stato un abile tattico, in un periodo di cambiamento generale per il calcio scozzese, durante il quale i manager erano impegnati in allenamenti quotidiani e i rivali del Celtic di Jock Stein dominavano la scena nazionale.

## Carriera
A 23 anni si accasa al Clyde: durante la sua carriera da calciatore gioca più di 300 incontri con questa squadra, divenendo il capitano e agendo come giocatore-allenatore verso la fine della carriera. Alla guida del Clyde, centra un terzo posto.
Quando John Prentice è chiamato sulla panchina della nazionale scozzese, White è chiamato a sostituirlo su quella del Clyde. Dopo un anno, diviene l'assistente di Scot Symon ai Rangers: dopo cinque settimane, Symon è licenziato improvvisamente e White diviene l'allenatore del club di Glasgow a partire dal primo novembre 1967, a sorpresa. Nonostante la propria inesperienza come allenatore, White riesce a migliorare la formazione Blues in un periodo particolarmente sofferto per il club: alla sua prima stagione, l'unica squadra a battere i Rangers in campionato è l'Aberdeen, col punteggio di 3-2. Ciò non basta a superare il Celtic in classifica. Al termine del suo periodo ai Rangers non vince alcun titolo, divenendo il primo allenatore della storia dei Rangers a non vincere alcun trofeo alla guida della squadra. Una sconfitta patita contro i polacchi del Górnik Zabrze nella Coppa delle Coppe UEFA, unita a una partenza negativa in campionato, gli costa il posto.
Nella stagione 1973-1974 vince la Scottish League Cup sulla panchina del Dundee, prendendosi una rivincita contro il Celtic nella finale. Tuttavia nel 1976 il club retrocede in seconda divisione: White resta alla guida del Dundee tentando di risalire in massima serie ma fallisce la promozione e si ritira dal calcio.
Perisce nel luglio del 2013, all'età di 79 anni, in seguito a una breve malattia.

## Statistiche da allenatore
In grassetto le competizioni vinte.
| Stagione               | Squadra                | Campionato             | Campionato | Campionato | Campionato | Campionato | Coppe nazionali | Coppe nazionali | Coppe nazionali | Coppe nazionali | Coppe nazionali | Coppe continentali | Coppe continentali | Coppe continentali | Coppe continentali | Coppe continentali | Altre coppe | Altre coppe | Altre coppe | Altre coppe | Altre coppe | Totale | Totale | Totale | Totale | Vittorie % | Piazzamento       |
| Stagione               | Squadra                | Comp                   | G          | V          | N          | P          | Comp            | G               | V               | N               | P               | Comp               | G                  | V                  | N                  | P                  | Comp        | G           | V           | N           | P           | G      | V      | N      | P      | %          | Piazzamento       |
| ---------------------- | ---------------------- | ---------------------- | ---------- | ---------- | ---------- | ---------- | --------------- | --------------- | --------------- | --------------- | --------------- | ------------------ | ------------------ | ------------------ | ------------------ | ------------------ | ----------- | ----------- | ----------- | ----------- | ----------- | ------ | ------ | ------ | ------ | ---------- | ----------------- |
| 1966-1967              | Clyde                  | SDO                    | 34         | 20         | 6          | 8          | SC              | 6               | 3               | 2               | 1               | -                  | -                  | -                  | -                  | -                  | SLC         | 6           | 2           | 0           | 4           | 44     | 35     | 5      | 4      | 79,55      | 3°                |
| nov. 1967-1968         | Rangers                | SDO                    | 34         | 28         | 5          | 1          | SC              | 5               | 1               | 3               | 1               | CdF                | 2                  | 0                  | 1                  | 1                  | SLC         | 6           | 3           | 2           | 1           | 47     | 32     | 11     | 4      | 68,09      | 2°                |
| 1968-1969              | Rangers                | SDO                    | 34         | 21         | 7          | 6          | SC              | 5               | 4               | 0               | 1               | CdC                | 10                 | 6                  | 1                  | 3                  | SLC         | 6           | 4           | 0           | 2           | 55     | 35     | 8      | 12     | 63,64      | 2°                |
| lug.-nov. 1969         | Rangers                | SDO                    | 12         | 7          | 2          | 3          | SC              | 0               | 0               | 0               | 0               | CdC                | 3                  | 1                  | 1                  | 1                  | SLC         | 6           | 4           | 1           | 1           | 21     | 12     | 4      | 5      | 57,14      | esonerato         |
| Totale Glasgow Rangers | Totale Glasgow Rangers | Totale Glasgow Rangers | 80         | 56         | 14         | 10         |                 | 10              | 5               | 3               | 2               |                    | 15                 | 7                  | 3                  | 5                  |             | 18          | 11          | 3           | 4           | 123    | 79     | 23     | 21     | 64,23      |                   |
| 1972-1973              | Dundee                 | SDO                    | 34         | 17         | 9          | 8          | SC              | 5               | 3               | 1               | 1               | -                  | -                  | -                  | -                  | -                  | SLC         | 11          | 7           | 1           | 3           | 50     | 27     | 11     | 12     | 54,00      | 5°                |
| 1973-1974              | Dundee                 | SDO                    | 34         | 16         | 7          | 11         | SC              | 5               | 3               | 1               | 1               | -                  | -                  | -                  | -                  | -                  | SLC         | 12          | 8           | 4           | 0           | 51     | 27     | 12     | 12     | 52,94      | 5°                |
| 1974-1975              | Dundee                 | SDO                    | 34         | 16         | 6          | 12         | SC              | 5               | 3               | 1               | 1               | CdC                | 4                  | 1                  | 1                  | 2                  | SLC         | 6           | 2           | 0           | 4           | 49     | 22     | 8      | 19     | 44,90      | 6°                |
| 1975-1976              | Dundee                 | SDO                    | 36         | 11         | 10         | 15         | SC              | 1               | 0               | 0               | 1               | -                  | -                  | -                  | -                  | -                  | SLC         | 6           | 1           | 2           | 3           | 43     | 12     | 12     | 19     | 27,91      | 9°, Retrocessione |
| 1976-1977              | Dundee                 | SDO                    | 39         | 21         | 9          | 9          | SC              | 6               | 3               | 2               | 1               | -                  | -                  | -                  | -                  | -                  | SLC         | 6           | 3           | 1           | 2           | 51     | 27     | 12     | 12     | 52,94      | 3°                |
| Totale Dundee          | Totale Dundee          | Totale Dundee          | 177        | 81         | 41         | 55         |                 | 22              | 12              | 5               | 5               |                    | 4                  | 1                  | 1                  | 2                  |             | 41          | 21          | 8           | 12          | 244    | 115    | 55     | 74     | 47,13      |                   |
| Totale carriera        | Totale carriera        | Totale carriera        | 291        | 157        | 61         | 73         |                 | 38              | 20              | 10              | 8               |                    | 19                 | 8                  | 4                  | 7                  |             | 65          | 34          | 11          | 20          | 413    | 219    | 86     | 108    | 53,03      |                   |

## Palmarès

### Club

#### Competizioni nazionali
- Scottish League Cup: 1

Dundee: 1973-1974